# 三菱電機ライフサービス
三菱電機ライフサービス株式会社（みつびしでんきライフサービス、英: MITSUBISHI ELECTRIC LIFE SERVICE CORPORATION）は、東京都港区に本社を置く三菱電機グループの会社。

## 概要
1964年4月1日に設立。事業は警備・保安や施設管理・不動産など幅広い。1997年には警備業務を開始する。

## 沿革
- 1964年4月1日 - 会社設立。
- 1997年 - 警備業務を開始する。

## 主な支店
- 本社　東京都港区芝公園2丁目4番1号 芝パークビルB館7階[2]
- 東京支店　東京都千代田区丸の内2丁目7番3号 東京ビル15階
- 名古屋支店　愛知県名古屋市東区矢田南5丁目1番14号
- 大阪支店　大阪府大阪市北区大深町4番20号 グランフロント大阪タワーA18階
- 仙台支店　宮城県仙台市青葉区花京院1丁目1番20号 花京院スクエアー10階